# حادث طائرة داسو فالكون 50
في 20 أكتوبر 2014 تحطمت طائرة خاصة من نوع داسو فالكون 50 , تحمل رقم التسجيل F-GLSA , أثناء إقلاعها من مدرج مطار فنوكافو في موسكو , بعد اصطدامها بكاسحة ثلوج كانت متوقفة في المدرج، كانت الطائرة الخاصة تقل مالكها رئيس مجلس إدارة شركة توتال النفطية الفرنسية كريستوف دي مارجيري , بالإضافة إلى 3 أشخاص هم أفراد الطاقم وجميعهم فرنسيون .

كانت الطائرة متجهة إلى باريس بعد انتهاء اجتماع بين دي مارجيري مع مسؤولين في الحكومة الروسية حول الاستثمار الأجنبي، في مدينة جوركي بالقرب من موسكو .

وقع الحادث تمام الساعة 11:57 مساءً , بينما كانت الطائرة الخاصة تعبر مدرج المطار إستعداداً للإقلاع، قبل لحظات من إقلاعها إصطدمت بكاسحة ثلوج كانت متوقفة في نهاية المدرج، تسبب الحادث في مقتل جميع من كانوا على متنها وعددهم 4 أشخاص، ويرجح أن سبب الحادث هو سوء الأحوال الجوية، حيث ذكرت التقارير أن مدى الرؤية الأفقية في المطار وقت وقوع الحادث كان 350 متراً فقط .

## وصلات خارجية
- (بالروسية) Falcon 50EX F-GLSA 20.10.2014 - لجنة الطيران الدولية (Межгосударственный авиационный комитет)

1. ↑  مقتل رئيس مجلس إدارة توتال الفرنسية في حادث تحطم طائرة بموسكو - BBC Arabic نسخة محفوظة 23 ديسمبر 2014 على موقع واي باك مشين.
2. ↑  مقتل رئيس شركة "توتال" بتحطم طائرة - أخبار سكاي نيوز عربية نسخة محفوظة 2020-04-13 على موقع واي باك مشين.
3. ↑  Total CEO Christophe De Margerie Killed In Moscow Plane Collision نسخة محفوظة 24 سبتمبر 2015 على موقع واي باك مشين.